# Gynnidomorpha luridana
Gynnidomorpha luridana is een vlinder uit de familie bladrollers (Tortricidae). De wetenschappelijke naam is voor het eerst geldig gepubliceerd in 1870 door Gregson.
De soort komt voor in Europa.